# Neodohrniphora leei
Neodohrniphora leei är en tvåvingeart som beskrevs av Brown 2001. Neodohrniphora leei ingår i släktet Neodohrniphora och familjen puckelflugor.
Artens utbredningsområde är Colombia. Inga underarter finns listade i Catalogue of Life.